# Eisenbahnneuordnungsgesetz
Das Gesetz zur Neuordnung des Eisenbahnwesens (Eisenbahnneuordnungsgesetz – ENeuOG)  vom 27. Dezember 1993 entstand aus der Notwendigkeit, die Richtlinie 91/440/EWG zur Entwicklung der Eisenbahnunternehmen der Gemeinschaft – Unabhängigkeit der Eisenbahnunternehmen von staatlichen Einflüssen, finanzielle Gesundung der Unternehmen, Trennung der Eisenbahninfrastruktur vom Transportbereich, Öffnung der Schienennetze für Dritte – in deutsches Recht umzusetzen. Gleichzeitig sollten die Sondervermögen Deutsche Bundesbahn und Deutsche Reichsbahn zu einem nicht rechtsfähigen Sondervermögen des Bundes unter dem Namen Bundeseisenbahnvermögen zusammengeführt werden. Die mit diesem Gesetz eingeleitete Neuordnung des Eisenbahnwesens in Deutschland wird auch als Bahnreform bezeichnet.
Hierbei handelt es sich um ein Artikelgesetz, in dem alle einfachgesetzlichen Neuregelungen und Änderungen zusammengefasst sind. Dieses Paket enthält rund 130 Gesetzes- und Verordnungsänderungen und als Kernstück in den ersten fünf Artikeln neu formulierte Gesetze:
- Artikel 1: Gesetz zur Zusammenführung und Neugliederung der Bundeseisenbahnen (Bundeseisenbahnneugliederungsgesetz – BEZNG) vom 27. Dezember 1993
- Artikel 2: Gesetz über die Gründung einer Deutsche Bahn Aktiengesellschaft (Deutsche Bahn Gründungsgesetz – DBGrG) vom 27. Dezember 1993
- Artikel 3: Gesetz über die Eisenbahnverkehrsverwaltung des Bundes (Bundeseisenbahnverkehrsverwaltungsgesetz – BEVVG) vom 27. Dezember 1993
- Artikel 4: Gesetz zur Regionalisierung des öffentlichen Personennahverkehrs (Regionalisierungsgesetz – RegG)
- Artikel 5: Allgemeines Eisenbahngesetz (AEG) vom 27. Dezember 1993